# 五壇法
五壇法（ごだんほう）は、仏教の中でも特に密教で行われる修法の一つ。
密教修法の中で五大明王（不動明王・降三世明王・大威徳明王・軍荼利明王・金剛夜叉明王）を個別に安置して国家安穏を祈願する修法のことである。